# Книга Рожера

Карта из издания «Нузхат ал-муштак фи ихтирак ал-афак» К. Миллера 1929 года

Карта из издания «Малого Идриси» К. Миллера 1926 года

Книга Рожера (лат. Tabula Rogeriana; араб. نزهة المشتاق في اختراق الآفاق‎ Нузхат ал-муштак фи ихтирак ал-афак — «Отрада страстно желающего пересечь мир») — комментарий арабского географа аль-Идриси к карте известного в его время мира в виде серебряной планисферы на бумаге, над которым он работал в течение 18 лет при дворе сицилийского короля Рожера II.
До наших дней дошли три манускрипта XIV—XV веков с книгой Рожера, из них два — в Национальной библиотеке Франции и один — в Бодлианской библиотеке Оксфорда.
В предисловии к своему труду Идриси говорит об интересе короля Рожера к географии и его приказе составить книгу, обобщающую сведения греческих и арабских географов. Ранее (как сообщает сам Идриси и арабский биограф XIV века ас-Сафади) король приказал отлить из серебра диск с детальной картой мира и составить бумажные карты, вслед за чем и была составлена книга. Также Рожер не только расспрашивал путешественников, но и (согласно ас-Сафади) посылал людей в различные страны для сбора сведений.
Во введении Идриси называет свои основные источники: это Птолемей (зависимость от которого достаточно велика) и Орозий из античных авторов, а из арабских: Ибн Хордадбех, Якуби, Кудама ибн Джафар, аль-Масуди, Абу Абдаллах Джайхани, Ибн Хаукаль, ал-Узри, а также плохо известные Джанах ибн Хакан ал-Кимаки, Муса ибн Касим ал-Каради и Исхак ибн ал-Хасан ал-Мунаджжим.
В начале сочинения даётся общее описание Земли, она делится на семь климатов (широтных зон), а каждый из них — на 10 зон с запада на восток. Таким образом, 70 секций сочинения связаны с 70 прилагавшимися картами. По подсчётам К. Миллера, на картах нанесено около 2500 наименований объектов, а в тексте — более 6000. В частности, описание страны ар-Русиййа (Русь) включено в 5 секцию VI климата и 4 и 5 секции VII климата и содержит названия более 20 городов.
Перевёрнутая географическая карта мира, составленная Aль-Идриси, превосходила по точности все средневековые аналоги. Север на ней помещён внизу, а Африка — вверху. Обитаемый мир разделён на семь секторов от экватора до северной снежной пустыни. Карта сохраняла популярность в Италии вплоть до XV века, когда её в своей работе использовал венецианец фра Мауро.
В сочинении содержатся сведения обо всех известных арабам странах, от Западной Африки до Скандинавии и от Марокко до Китая. Согласно Крачковскому, с именем Идриси связан третий и последний период арабской картографии, говорящий о некотором регрессе, ибо на картах теряется понимание значения географической широты и долготы.
В разделе, содержащем описание района Балтийского моря, упомянута страна Astlanda, то есть Эстляндия, и говорится: «К городам Астланды относится также город Колуван (Quoluwany). Это маленький город вроде большой крепости. Жители его землепашцы, и их доход скуден, но у них много скота». Это первое в истории упоминание Таллина.